# Station Starachowice Wschodnie Wąskotorowe
Station Starachowice Wschodnie Wąskotorowe is een spoorwegstation in de Poolse plaats Starachowice.